# Kim Heiduk
Kim Heiduk (ur. 3 marca 2000 w Herrenberg) – niemiecki kolarz szosowy.

## Osiągnięcia
Opracowano na podstawie:
2017
- 3. miejsce w mistrzostwach Niemiec juniorów (start wspólny)

2018
- 3. miejsce w Ain Bugey Valromey Tour

2021
- 2. miejsce w Tour d'Eure-et-Loir
  - 1. miejsce na 1. etapie
- 1. miejsce w mistrzostwach Niemiec do lat 23 (start wspólny)
- 2. miejsce w Orlen Wyścigu Narodów

## Rankingi
| Rok             | 2019  | 2020  | 2021 | 2022  | 2023 | 2024 |
| --------------- | ----- | ----- | ---- | ----- | ---- | ---- |
| World Ranking   | 2960. | 1442. | 315. | 1675. | 743. | 860. |
| UCI Europe Tour | 1822. | 1083. | 266. | 1100. | -    | -    |
|                 |       |       |      |       |      |      |
| Źródło: UCI     |       |       |      |       |      |      |